# Атанасије Солунски
Атанасије Солунски или Атанасије Кулакијски (грч. Αγιος Αθανασιος Κουλακιωτης) је православни светитељ, новомученик.

## Биографија
Атанасије је рођен у солунском месту Кулакији, тада у Отоманском царству, данас Халастра, Грчка
. Његов отац Полих је био истакнути грађанин, а он и његова мајка Лулуда били су побожни хришћани. Атанасије је учио у грчкој школи у Солуну код Атанасија Пароског. Касније је отишао у манастиру Ватопед на Светој Гори, где је учио код Панагиотиса Паламе. Након тога одлази у Цариград. Близак је са патријархом Филимоном Александријским. Враћа се на Свету Гору и у родну Кулакију.
Пошто је знао турски и арапски језик, Атанасије је често разговарао са Турцима о вери. Једном је пред њима изговорио муслиманско исповедање вере. Они су одмах објавили да је он тиме примио њихову веру и потурчио се. Иако се Атанасије бранио, они су га одвели судији у Солун, и оклеветали како је он, тобоже, примио ислам. Судија и присутне аге су покушали да Атанасија обећањима и претњама одвоје од Христа. Атанасије је изјавио да је хришћанска вера једино истинита и да једино она даје спасење. Због тога је бачен у тамницу. После неколико дана Атанасије поново је изведен на суд. Поново су тражили да се одрекне хришћанске вере, но мученик је остао чврст и непоколебљив. На крају је обешен 8. септембра 1774 . године. Сахрањен је у близини места Света Параскева. Када је пострадао било му је двадесет пет година.
Житије му је саставио преподобни Никодим Агиорит.
Православна црква га помиње 8.(21.) септембра.